# Petasiella asymmetrica
Petasiella asymmetrica är en nässeldjursart som beskrevs av Uchida 1947. Petasiella asymmetrica ingår i släktet Petasiella och familjen Petasidae. Inga underarter finns listade i Catalogue of Life.